# Косулино (Куртамышский район)
Косулино — село в Куртамышском районе Курганской области России. Административный центр Косулинского сельсовета.

## География
Село находится в южной части области, в пределах юго-западной части Западно-Сибирской равнины, на северном берегу озера Большого, при автодороге 37А-0005, в лесостепной зоне, на расстоянии примерно 23 километров (по прямой) к юго-западу от города Куртамыша, административного центра района. Абсолютная высота — 161 метр над уровнем моря.
Климат
Климат характеризуется как континентальный, с холодной продолжительной малоснежной зимой и тёплым сухим летом. Среднегодовая температура — −1 °C. Средняя температура воздуха самого холодного месяца (января) составляет −17,7 °C (абсолютный минимум — −49 °С); самого тёплого месяца (июля) — 19 °C (абсолютный максимум — 41 °С). Безморозный период длится 113 дней. Годовое количество атмосферных осадков — 344 мм, из которых 190—230 мм выпадает в вегетационный период. Продолжительность периода с устойчивым снежным покровом равна 161 дню.

## История
До 1917 года центр Косулинской волости Челябинского уезда Оренбургской губернии. По данным на 1926 год состояло из 431 хозяйства. В административном отношении являлось центром Косулинского сельсовета Долговского района Челябинского округа Уральской области.

## Известные жители
Епископ Никифор — Епископ Пятигорский и Прикумский.

## Население
| 1989 | 2002 | 2010 |
| ---- | ---- | ---- |
| 893  | ↘802 | ↘685 |

По данным переписи 1926 года в селе проживало 1854 человека (843 мужчины и 1011 женщин), в том числе: русские составляли 100 % населения.
Гендерный состав
По данным Всероссийской переписи населения 2010 года в гендерной структуре населения мужчины составляли 46,1 %, женщины — соответственно 53,9 %.
Национальный состав
Согласно результатам Всероссийской переписи населения 2002 года, в национальной структуре населения русские составляли 96 %.